# Hispanoamérica, canto de vida y esperanza
Hispanoamérica, canto de vida y esperanza es un documental histórico español, dirigido por José Luis López-Linares y estrenado el 12 de abril de 2024.

## Contenido
El documenta sigue la estela del anterior trabajo de López Linares, España, la primera globalización, y reúne a más de 50 expertos de toda Hispanoamérica con objeto de desmontar la Leyenda Negra y dar «una visión renovada, veraz y visualmente poderosa de cómo nació y se desarrolló realmente la América Española». Su título es una referencia a la obra del poeta nicaragüense Rubén Darío, Cantos de vida y esperanza.

## Expertos invitados
- Rafael Aita "Capitán Perú"
- Alfonso Borrego
- Úrsula Camba Ludlow
- Ximena Carcelén
- Antonio Cordero
- Susana Cordero
- Mamela Fiallo
- Marcelo Gullo
- Carmen Iglesias
- Guadalupe Jiménez Codinach
- Enrique Krauze
- Carlos Leánez Aristimuño
- Patricio Lons
- Raquel Maldonado
- Angélica Montes-Cruz
- Jorge Moreno
- Ramón Mujica Pinilla
- Dalmacio Negro Pavón
- Faustino Núñez
- Francisco Núñez del Arco
- Elisa Queijeiro
- Aníbal Romero
- Martín F. Ríos Saloma
- Adelaida Sagarra Gamazo
- Aurelio Valarezco
- Juan Valderrama
- Juan Miguel Zunzunegui

## Producción
Al igual que su documental antecesor, Hispanoamérica fue producido principalmente mediante una campaña de micromecenazgo, la cual reunió 220.000 euros de más de 4000 usuarios desde el inicio del proyecto en 2022. Se rodó en España, Ecuador, Perú, Bolivia, México y Estados Unidos.

## Recepción
El estreno de la película, al que asistió el Rey Felipe VI de España, la introdujo entre las diez películas más taquilleras del año en España pese a su reducida distribución en 60 salas de cine. Recaudó 93 908 € el primer fin de semana, volviéndose el documental más visto del año en España.
La película se presentó también en el Congreso de la República del Perú, en una sesión pública presentada por el parlamentario Alejandro Cavero, quien reconoció al director y su película.

## Premios y nominaciones
80.ª edición de las Medallas del Círculo de Escritores Cinematográficos
| Categoría                     | Resultado |
| ----------------------------- | --------- |
| Mejor largometraje documental | Nominado  |